# Megève
Megève è un comune francese di 2 999 abitanti situato nel dipartimento dell'Alta Savoia della regione dell'Alvernia-Rodano-Alpi.
È situata nel cantone di Sallanches, su un colle che separa il bacino del fiume Arly da quello del fiume Arbon (infatti in arpetano savoiardo il nome Médzève significa letteralmente "in mezzo alle acque"), dominata dalle alture del Christomet, del Mont d'Arbois, di Rochebrune e dello Jaillet.
È fra le località montane più prestigiose del mondo e meta abituale del jet-set francese e internazionale. Jean Cocteau la definì il "XXI arrondissement di Parigi", appellativo dovuto al gran numero di parigini che frequentavano e frequentano tuttora la stazione. Va però rimarcato che notevole è anche la presenza di ginevrini e lionesi grazie alla sua vicinanza con queste città. Va inoltre detto che negli ultimi anni si è registrato un deciso incremento delle presenze italiane, inglesi e russe. 
Possiede un comprensorio sciistico fra i più vasti d'Europa. La sua ascesa come località di soggiorno e villeggiatura fu sollecitata da Edmond e Nadine de Rothschild che cercarono di far diventare Megève un'antagonista di Saint Moritz più o meno a partire dagli anni antecedenti la prima guerra mondiale. Loro desiderio era infatti quello di realizzare una località montana che incarnasse il simbolo dell'art de vivre alla francese.

## Origini del nome
Il nome di Megève (anticamente Megeva) deriva da Media aquarum che significa in latino "in mezzo alle acque" con riferimento alla posizione del villaggio sul col de Megève — spartiacque tra il bacino dell'Arly a sud-ovest e dell'Arbon a nord-est — o alla presenza di un priorato, probabile nucleo dell'attuale capoluogo, tra i torrenti Glapet e Planay.

## Storia

### Simboli
Incongruenza tra disegno e blasonatura: Lo stemma attuale ha il capo d'argento.
L'attuale stemma della città riprende il blasone dei Conti di Capré. Megève non aveva un proprio stemma poiché la località dipendeva da tempo dalla castellania di Flumet. Il territorio di Megève faceva parte del dominio diretto dei principi di Casa Savoia fino al 1698, anno in cui Vittorio Amedeo II, per coprire i costi dell'ultima guerra con la Francia, dovette vendere questa castellania e i diritti feudali che ne derivavano. Acquistati da Joseph Nicolas de Bieux, conte di Flumet, furono venduti nel 1699 a François de Capré (1620–1706), uditore della Chambre des comptes della Savoia, che acquistò anche Demi-Quartier nel 1702. Vittorio Amedeo II, in segno di riconoscenza per l'operato di Hyacinthe de Capré (1668–1745) — figlio di François — durante i negoziati che portarono al trattato di Utrecht del 1713, eresse la signoria di Megève a contea. Il primo conte di Megève scelse quindi come proprio stemma una capra, come arma parlante: di azzurro, alla testa e collo di capra recisa d'argento; al capo d'oro, con il motto latino Non indigna coelo.
Nel 2005 lo stemma è stato leggermente modificato e ora viene blasonato:

## Società

### Evoluzione demografica
Abitanti censiti

## Infrastrutture e trasporti
Megève ospita sul suo territorio un piccolo aeroporto.

## Amministrazione

### Gemellaggi
- Oberstdorf, dal 1970
- Imperia, dal 2021